# 테이프 주행

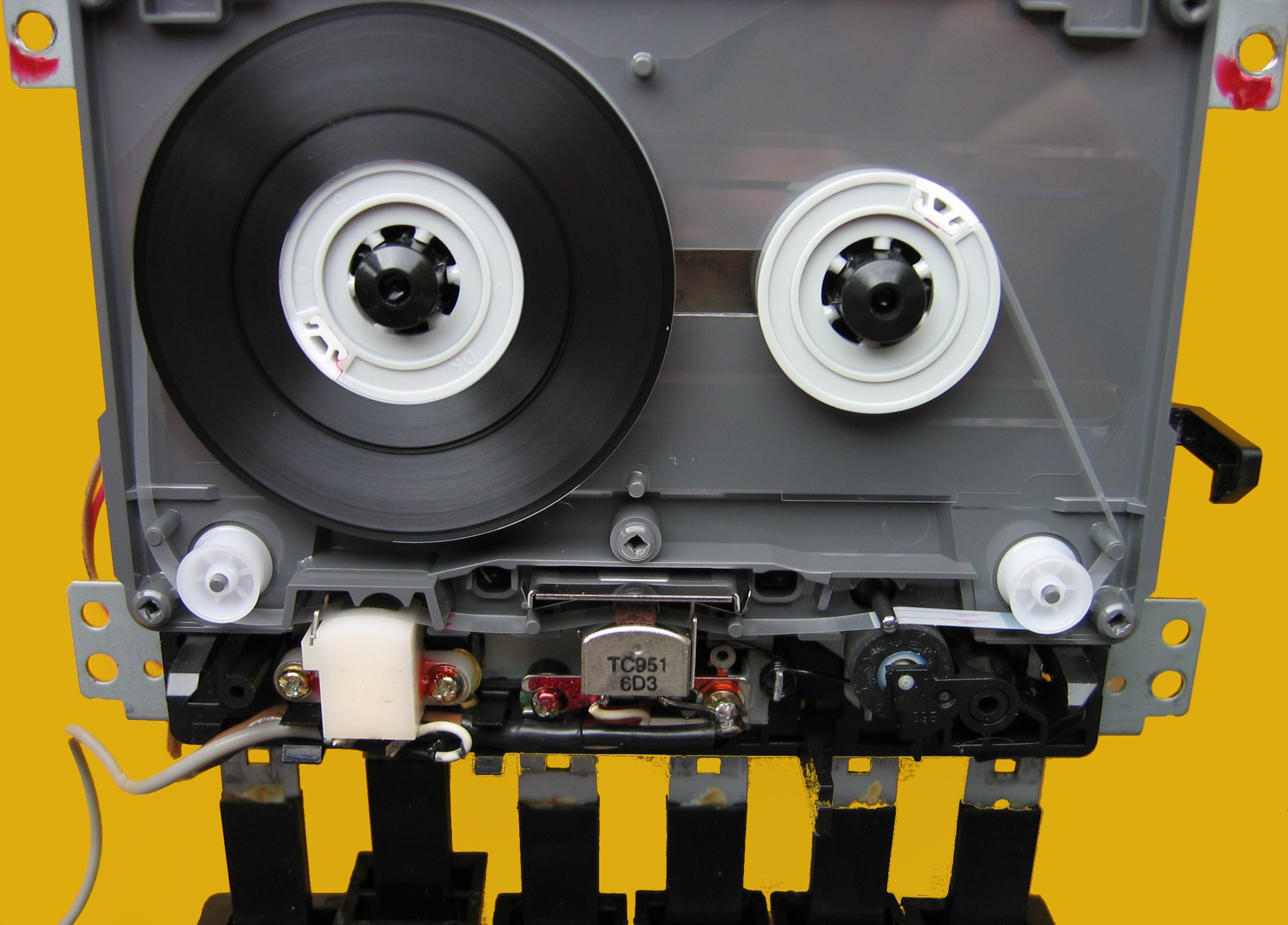

테이프 주행, 테이프 구동, 테이프 전송, 테이프 트랜스포트(tape transport)는 테이프를 움직여서 플레이하거나 기록하게 하는 자기 테이프 플레이어나 레코더의 부품들의 모임이다. 주행 부품들은 헤드, 캡스턴, 핀치 롤러, 테이프 핀, 테이프 가이드 등으로 이루어져 있다. 테이프 주행 전반을 트랜스포트 매커니즘(transport mechanism)이라고 부른다.

## 테이프 헤드
테이프 헤드는 테이프 녹음 및 재생 기기의 부품으로, 테이프에 존재하는 전기적 흐름을 전기적 신호로 변환한 다음 증폭하여 스피커나 헤드폰으로 전송하는 역할을 한다.

## 캡스턴
캡스턴은 테이프 레코더의 매커니즘을 통해 기록 테이프를 움직이기 위해 사용하는 회전형 스핀들이다.

## 참고 문헌
- One of many US Patents pertaining to Tension arm 보관됨 2020-04-14 - 웨이백 머신
- Workbench Guide to Tape Recorder Servicing. G. Howard Poteet, 1977